# Lola Montez (fim fra 1918)
Lola Montez er en tysk stumfilm fra 1918 af Robert Heymann.

## Medvirkende
- Alfred Abel
- Leopoldine Konstantin - Lola Montez
- Helga Lassen - Anita
- Bodo Serp - Riccardo
- Inge Törnquist - Pepita